# 弥富市の地名
- 愛知県 > 弥富市 > 地名

弥富市の地名では、同市内に存在する地名やその変遷を記す。同市は2006年、海部郡弥富町が同郡十四山村を編入、即日市制を施行して成立した。括弧内の地名は旧自治体名・大字・町名、数字は編入年・成立年・廃止年である。

## 旧弥富町
以下では弥富市成立直前の弥富町に無い大字名・町名は斜体で示す。

### 弥富村成立時
1889年市制町村制が施行されたことにより海西郡弥富村が成立。当時の大字を以下に記す。
- 中山新田
- 前ケ須新田
- 平島新田
- 小島新田
- 鯏浦
- 五明

### 周辺村の編入
1903年弥富村が町制を施行して弥富町となったのち1906年に以下の2村のそれぞれ一部が編入され（なお同時に中山新田が鍋田村に編入された）、以下の大字が継承された。
旧十四山村 (一部)
- 鎌倉新田 (1978年一部十四山村に編入)

旧市腋村 (一部)
- 荷之上
- 五之三

1955年には鍋田村と市江村の一部が編入され、以下の大字が継承された。
旧鍋田村
- 稲荷 (旧大藤村、1990年代頃廃止)
- 稲元 (旧大藤村)
- 間崎 (旧大藤村)
- 寛延 (旧大藤村)
- 芝井 (旧大藤村)
- 松名 (旧大藤村)
- 鎌島 (旧大藤村)
- 川原欠 (旧大藤村)
- 森津 (旧大藤村)
- 富島 (旧両国村)
- 富島付 (後述するように1970年改称、旧両国村)
- 富崎 (旧両国村、1970年稲荷崎に編入)
- 加稲 (旧両国村)
- 加稲付 (旧両国村、1976年富島に編入)
- 加稲山 (旧両国村)
- 加稲九郎治 (旧両国村)
- 稲荷崎 (旧両国村)
- 稲荷崎付 (旧両国村、1970年稲荷崎に編入)
- 三好 (旧両国村)
- 境 (旧両国村)
- 狐地 (旧両国村)
- 稲狐 (旧両国村)
- 稲吉 (旧両国村、1990年代頃廃止)
- 三稲 (旧両国村)
- 繰出 (旧両国村)
- 大谷 (旧両国村、1990年代頃廃止)
- 大縄場 (旧両国村、明治中期頃埋立地より成立)
- 末広 (旧両国村、1893年埋立地より成立)
- 中山 (旧弥富町)

市江村 (一部)
- 楽平 (旧東市江村楽平)
- 西中地 (旧東市江村西條の一部)
- 東中地 (旧東市江村東條の一部)
- 前ケ平 (旧東市江村東條の一部)
- 佐古木新田 (旧十四山村)
- 又八新田 (旧十四山村)

### 大字・町名の設置
周辺村からの編入や埋立地の編入、住居表示により弥富市成立直前までに以下の大字・町名が設置されている。
- 六條新田 (1956年十四山村六条新田の一部より編入、1990年代頃廃止)
- 鍋田 (1968年、埋立地より成立)
- 中島（1970年、富島付より改称）
- 大藤 (1971年、中山・間崎より成立)
- 栄南 (1971年、間崎・稲荷崎より成立)
- 駒野 (1975年、鍋田より成立)
- 上野 (1975年、鍋田より成立)
- 楠 (1976年、末広・駒野より成立)
- 東末広 (1978年、末広より成立)
- 西末広 (1978年、末広・大谷より成立)
- 平島西 (1979年、平島新田より成立)
- 平島中 (1979年、平島新田より成立)
- 佐古木1丁目 (1979年、佐古木新田より成立)
- 鎌倉 (1980年、鯏浦・西中地・東中地・六條新田・鎌倉新田より成立)
- 海老江 (1983年、五明・鯏浦より成立)
- 川平 (1983年、五明・五之三より成立)
- 富浜 (1985年、埋立地より成立)
- 平島東 (1990年代頃、六條新田などより成立)
- 五之三川平 (1990年代頃、五之三より成立)
- 曙 (1990年代頃、埋立地より成立)
- 稲荷1～4丁目 (1990年代頃、稲荷より成立)
- 間崎1～3丁目 (1990年代頃、間崎より成立)
- 稲吉1～2丁目 (1990年代頃、稲吉より成立)
- 大谷1～5丁目 (1990年代頃、大谷より成立)
- 五明1～4丁目 (1990年代頃、五明より成立)

### 弥富市合併後
弥富市成立の際旧町内の大字はすべて廃止され、以下の町名に置き換わった。
- 前ケ須町 (前ケ須新田)
- 平島町 (平島新田)
- 小島町 (小島新田)
- 鯏浦町 (鯏浦)
- 五明町 (五明)
- 鎌倉町 (弥富町鎌倉新田・弥富町鎌倉・十四山村鎌倉新田)
- 荷之上町 (荷之上)
- 五之三町 (五之三)
- 稲元1～15丁目 (稲元)
- 稲元町 (稲元)
- 間崎町 (間崎)
- 寛延1～7丁目 (寛延)
- 芝井1～15丁目 (芝井)
- 芝井町 (芝井)
- 松名1～7丁目 (松名)
- 松名町 (松名)
- 鎌島1～9丁目 (鎌島)
- 川原欠1～5丁目 (川原欠)
- 川原欠町 (川原欠)
- 森津1～16丁目 (森津)
- 森津町 (森津)
- 富島1～4丁目 (富島)
- 富島町 (富島)
- 中原町 (富島)
- 中原1丁目 (中原)
- 加稲1～4丁目 (加稲)
- 加稲山町 (加稲山)
- 加稲九郎治町 (加稲九郎治)
- 稲荷崎1～9丁目 (稲荷崎)
- 稲荷崎町 (稲荷崎)
- 三好1～5丁目 (三好)
- 三好町 (三好)
- 境町 (境)
- 狐地1～7丁目 (狐地)
- 狐地町 (狐地)
- 稲狐町 (稲狐)
- 三稲1～8丁目 (三稲)
- 三稲町 (三稲)
- 繰出1～12丁目 (繰出)
- 大縄場町 (大縄場)
- 東末広町 (末広)
- 西末広町 (末広)
- 中山町 (中山)
- 楽平1～2丁目 (楽平)
- 西中地町 (西中地)
- 東中地1～2丁目 (東中地)
- 前ケ平1～3丁目 (前ケ平)
- 佐古木2～7丁目 (佐古木新田)
- 又八1～4丁目 (又八新田)
- 又八町 (又八新田)
- 鍋田町 (鍋田)
- 大藤町 (大藤)
- 栄南町 (栄南)
- 駒野町 (駒野)
- 上野町 (上野)
- 東末広1～9丁目 (東末広)

## 旧十四山村

### 村制当時の地名
旧十四山村の大字名・町名をいかに列挙する。以下では弥富市成立直前の十四山村に無い大字名・町名は斜体で示す。
- 六條新田 (1956年一部弥富町に編入)
- 鮫ケ地新田
- 坂中地新田
- 馬ケ地新田 (1990年代頃廃止)
- 子宝新田
- 竹田新田 (1977年廃止)
- 四郎兵衛新田
- 亀ケ地新田 (1977年廃止)
- 海屋新田
- 西蜆
- 東蜆
- 下押萩
- 上押萩
- 鳥ケ地新田 (旧宝地村、1906年編入)
- 桴場新田 (旧宝地村、1906年編入)
- 神戸新田 (旧宝地村、1906年編入)
- 善太新田 (旧永和村、1956年編入)
- 竹田 (1977年、竹田新田・亀ケ地新田・西蜆・東蜆・上押萩・下押萩より成立)
- 亀ケ地 (1977年、亀ケ地新田・竹田新田・東蜆より成立)
- 鎌倉新田 (1978年、弥富町鎌倉新田の一部を編入)
- 五斗山 (1979年、六條新田・鳥ケ地新田より成立)
- 鍋平 (1984年、六條新田より成立)
- 坂中地 (1985年、坂中地新田より成立)
- 鮫ケ地1～3丁目 (1986年、鮫ケ地新田・馬ケ地新田より成立)
- 馬ケ地 (1990年代頃、馬ケ地新田などより成立)
- 四郎兵衛1～2丁目 (1990年代頃、四郎兵衛新田などより成立)

### 弥富市合併後
弥富市成立の際旧町内の大字はすべて廃止され、以下の町名に置き換わった。
- 三百島 (六條新田)
- 六條町 (六條新田)
- 鮫ケ地町 (鮫ケ地新田)
- 坂中地町 (坂中地新田)
- 子宝 (子宝新田)
- 子宝町 (子宝新田)
- 四郎兵衛3～4丁目 (四郎兵衛新田)
- 四郎兵衛町 (四郎兵衛新田)
- 海屋 (海屋新田)
- 海屋町 (海屋新田)
- 西蜆1～2丁目 (西蜆)
- 東蜆1～2丁目 (東蜆)
- 下押萩1丁目 (下押萩)
- 下押萩町 (下押萩)
- 上押萩1～2丁目 (上押萩)
- 上押萩町 (上押萩)
- 鳥ケ地 (鳥ケ地新田)
- 鳥ケ地町 (鳥ケ地新田)
- 桴場町 (桴場新田)
- 神戸 (神戸新田)
- 神戸町 (神戸新田)
- 鮫ケ地4丁目 (善太新田)
- 善太町 (善太新田)
- 竹田1～6丁目 (竹田)
- 亀ケ地1～2丁目 (亀ケ地)
- 五斗山1～4丁目 (五斗山)
- 鍋平1～5丁目 (鍋平)
- 坂中地1～5丁目 (坂中地)

※旧十四山村鎌倉新田は旧弥富町鎌倉新田・鎌倉とともに弥富市鎌倉町に統合された。

## 参考資料
- 角川日本地名大辞典 23 愛知県 (1989年、角川書店)
- 弥富市住所一覧｜弥富市公式ホームページ